# Tittleshall
Tittleshall is een civil parish in het bestuurlijke gebied Breckland, in het Engelse graafschap Norfolk met 406 inwoners.